# Søborg Sogn
Søborg Sogn er et sogn i Frederiksværk Provsti (Helsingør Stift).
Gilleleje Sogn blev i 1924 udskilt fra Søborg Sogn, og en del af Græsted Sogn blev indlemmet i 1936. Gilleleje Sogn blev anneks til Søborg Sogn. Alle 3 sogne hørte til Holbo Herred i Frederiksborg Amt. Søborg-Gilleleje sognekommune blev ved kommunalreformen i 1970 kernen i Græsted-Gilleleje Kommune, der ved strukturreformen i 2007 indgik i Gribskov Kommune.
I Søborg Sogn ligger Søborg Kirke og ruinerne af Søborg Slot.
I sognet findes følgende autoriserede stednavne:
- Bregnerød (bebyggelse, ejerlav)
- Bøged (bebyggelse)
- Dragstrup (bebyggelse, ejerlav)
- Dragstrup Enghave (bebyggelse)
- Ferle (bebyggelse, ejerlav)
- Firhøj (bebyggelse, ejerlav)
- Hesbjerg (bebyggelse, ejerlav)
- Hulerød (bebyggelse, ejerlav)
- Lundebakke (bebyggelse)
- Munkerup (bebyggelse, ejerlav)
- Nakkehoved (bebyggelse, ejerlav)
- Nakkehoved Fyr
- Passebæk (bebyggelse, ejerlav)
- Rødkilde (bebyggelse, ejerlav)
- Søborg (bebyggelse, ejerlav)
- Søborg Hestehave (bebyggelse)
- Søborg Sø (areal, ejerlav)